# Economía (Huimanguillo)
Economía es una localidad del municipio de Huimanguillo ubicado en la subregión de la Chontalpa del estado mexicano de Tabasco.

## Geografía
La localidad de Economía se sitúa en las coordenadas geográficas 17°37′41″N 93°36′02″O / 17.628056, -93.600556, a una elevación de 54 metros sobre el nivel del mar.

## Demografía
Según el Conteo de Población y Vivienda 2020, efectuado por el Instituto Nacional de Estadística y Geografía, la localidad de Economía tiene 480 habitantes, de los cuales 248 son del sexo masculino y 232 del sexo femenino. Su tasa de fecundidad es de 3.06 hijos por mujer y tiene 123 viviendas particulares habitadas.
| Gráfica de evolución demográfica de Economía entre 1990 y 2020 |
|                                                                |
| INEGI.                                                         |